# Liste des personnalités de la Nouvelle-France
Cet article présente une liste des personnalités de la Nouvelle-France.

## A
Jean-Jacques Blaise d'Abbadie
Jean-Vincent d'Abbadie de Saint-Castin
Louis d'Ailleboust
Louis d'Ailleboust de Coulonge
Charles Albanel
Claude-Jean Allouez
Hector d'Andigné de Grandfontaine
Marie-Josèphe-Angélique
Jacques Archambault
Jean L'Archevêque
Pierre d’Artaguiette
Thomas Aubert
Charles Aubert de La Chesnaye
Charles Philippe Aubry
Daniel d'Auger de Subercase
Claude Aveneau

## B
Claude Barolet
Baron de Longueuil
Pierre Baudeau
Rolland-Michel Barrin
François de Beauharnais de La Boëche
Jacques Bedout
Élisabeth Bégon
Michel Bégon de la Picardière
François Vachon de Belmont
Clerbaud Bergier
Thierry Beschefer
Pierre Biard
Charles de Biencourt
François Bigot
François Bigras
François Bissot
Jacques Bizard
Guillaume Blanchard
Jean Blouf
Jean Bochart de Champigny
Charles de La Boische
Edward Boscawen
Pierre Boucher
Louis-Antoine de Bougainville
Barbe de Boulogne
Henri Bouquet
Jean Bourdon
Marguerite Bourgeoys
François Charles de Bourlamaque
Claude de Bouteroue d'Aubigny
Marc Antoine Jacques Bras-de-fer de Châteaufort
Jean de Brébeuf
René-Charles de Breslay
Jean-Olivier Briand
Jacques-René de Brisay
Joseph Brossard
Noël Brûlart de Sillery
Étienne Brûlé
Angélique Faure de Bullion
Ralph Burton

## C
Émery de Caen
Louis-Hector de Callières
Capitanal
Jacques Cartier
Pierre Cassiet
François Dollier de Casson
Gédéon de Catalogne
René-Robert Cavelier de La Salle
Pierre Céloron de Blainville
Noël Chabanel
Jacques de Chambly
Samuel de Champlain
Olivier Charbonneau
Jean-Baptiste Chardon
Alexandre de Clouet de Piettre
Charles Deschamps de Boishébert
Charles IX de France
Charles de Lauzon de Charney
Pierre-François-Xavier de Charlevoix
Louis-Théandre Chartier de Lotbinière
Michel Chartier de Lotbinière
Aymar de Chaste
Pierre-Joseph-Marie Chaumonot
Gaspard-Joseph Chaussegros de Léry
Pierre de Chauvin
Henri de Chazel
Pierre Chevrier, baron de Fancamp
Paul de Chomedey de Maisonneuve
René-Auguste Chouteau
Eric Cobham
Jean-Baptiste Colbert
Joseph La Colombière
Alexander Colville
Marie-Josephte Corriveau
Guillaume Couillard
Guillaume Couture
Antoine Crozat

## D
Antoine Daniel
Benoni Danks
Simon François Daumont de Saint-Lusson
François Dauphin de la Forest
Pierre du Bois d'Avaugour
Pierre de Troyes
Jehan Denis
Nicolas Denys
Simon-Pierre Denys de Bonnaventure
Pierre Denys de La Ronde
Hélène Desportes
Dière de Dièreville
Bernard Diron d'Artaguiette
Donnacona
Pierre-Herman Dosquet
Germain Doucet
Augustin de Boschenry de Drucourt
Emmanuel-Auguste Cahideuc Dubois de La Motte
Henri-Marie du Breil de Pontbriand
Pierre du Calvet
Pierre Duchesne (colon)
Jacques Duchesneau de la Doussinière et d'Ambault
Charles d'Youville Dufrost
Christophe Dufrost de La Jemerais
Pierre Dugua de Mons
Pierre Dugué de Boisbriant
Michel-Sidrac Dugué de Boisbriant
Jean-Daniel Dumas
Louis-François Duplessis de Mornay
Zacharie Dupuis
Claude-Thomas Dupuy
Philip Durell
Charles Duret de Chevry de La Boulaye

## E
Étienne Echbock
Egushawa
Jean Enjalran
Jean-François Eurry de La Pérelle

## F
Nicolas Joseph de Noyelles de Fleurimont
Marie Forestier de Saint-Bonaventure-de-Jésus
John Forbes (général)
Pierre de Francheville
François Ier de France
Jean-Baptiste-Louis Franquelin
Louis Franquet
François-Étienne Cugnet
Jacques Frémin
Louis de Buade de Frontenac

## G
René Bréhant de Galinée
Michel de Gannes de Falaise
Nicolas Gargot de La Rochette
Charles Garnier
François Gaultier de La Vérendrye
Jean-Baptiste Gaultier de La Vérendrye
Louis-Joseph Gaultier de La Vérendrye
Pierre Gaultier de La Vérendrye
Pierre Gaultier de Varennes et de La Vérendrye
Jehan Gauvin
Marie Guenet de Saint-Ignace
Jean Gery
Robert Giffard
Jean Godefroy de Lintot
René Godefroy de Lintot
René de Goulaine de Laudonnière
René Goupil
Éléonore de Grandmaison
Marie-Anne Bécart de Granville
Charles Bécart de Granville et de Fonville
Paul Bécart de Granville et de Fonville
François Gravé
Jacques Gravier
Médard Chouart des Groseilliers
Louis Groston de Bellerive de Saint Ange
Guillaume Guillemot Du Plessis-Kerbodot

## H
Frederick Haldimand
Joseph-Louis d'Haussonville
Louis Hébert
Louis Hennepin
Henri III de France
Henri IV de France
René-Ovide Hertel de Rouville
Gilles Hocquart
Jean Houymet

## J
Françoise-Marie Jacquelin
Jacques Bourgeois
Denis Jamet
Catherine Jérémie
Isaac Jogues
Louis Jolliet
Henri Joutel
Louise-Élisabeth de Joybert de Soulanges et de Marson
Pierre de Joybert de Soulanges et de Marson
Pierre-Jacques de Joybert de Soulanges et de Marson

## K
Louis Billouart de Kerlerec
David Kirke
Kondiaronk

## L
La Colle
Louis de La Corne
Jérôme Le Royer de La Dauversière
Jean de La Lande
Marie Madeleine de la Peltrie
Louis de La Porte de Louvigné
Armand de La Richardie
Jean-François de La Rocque de Roberval
Nicolas de La Salle
Charles de Saint-Étienne de La Tour
Claude de Saint-Étienne de la Tour
Charles La Tourasse
Pierre Laclède
Gabriel Lalemant
Jérôme Lalemant
Charles Michel de Langlade
Antoine de Lamothe-Cadillac
Pierre-Clément de Laussat
Jean de Lauson (père)
Jean de Lauzon (fils)
François de Montmorency-Laval
Laviolette
Jacques Le Ber
Alexandre Le Borgne de Belle-Isle
Emmanuel Le Borgne
Joseph Le Caron
Anne Le Cointre de Saint-Bernard
Joseph-Antoine Le Febvre de La Barre
Tanneguy Le Gallois de Beaujeu
Jacques Le Gardeur, sieur de Saint-Pierre
Jean-Paul Le Gardeur, sieur de Saint-Pierre
François Le Guerne
Olivier Le Jeune
Paul Le Jeune
Jean-Louis Le Loutre
Jean-Baptiste Le Moyne de Bienville
Paul-Joseph Le Moyne de Longueuil
Joseph Le Moyne de Sérigny
Charles Le Moyne
Charles II Le Moyne
Charles III Le Moyne
Michel Leneuf de La Vallière et de Beaubassin
Pierre-Charles Le Sueur
Chrétien Le Clercq
Charles Legardeur de Tilly
Jean Lemire
Pierre Le Moyne d'Iberville
Jacques Leneuf de La Poterie
René Lepage de Sainte-Claire
Jean-Michel de Lépinay
Marc Lescarbot
Henri de Lévis
François-Marie Le Marchand de Lignery
Louis-Armand de Lom d'Arce
Louis Lorimier
Louis Denys de la Ronde
Louis XIII de France
Louis XIV de France
Louis XV de France
Louis Juchereau de Saint-Denis
Daniel Greysolon, sieur du Lhut

## M
Pierre Maisonnat
Louis Ango de Maizerets
Jeanne Mance
Marie de l'Incarnation
Jacques Marquette
Énemond Massé
Mathurin Renaud
Angélique des Méloizes
Henri Membertou
Zénobe Membré
René Ménard
Julien Mercier
Charles-François Bailly de Messein
Jacques de Meulles
Michel-Ange Duquesne de Menneville
Philippe Mius d'Entremont
Jacques-François de Monbeton de Brouillan
Robert Monckton
Louis-Joseph de Montcalm
Charles Jacques Huault de Montmagny
Olivier Morel de La Durantaye
James Murray (gouverneur)

## N
Joseph Nadeau
Nicolas-Antoine Coulon de Villiers
Jean Nicolet
Zacharie Robutel de La Noue
Henri Nouvel
Jacques de Noyon

## O
Jean-Jacques Olier
Onontio
Onontio Goa
Adam Dollard des Ormeaux
Orontony
Jean Oudiette

## P
Jean-Claude Panet
Adrien de Pauger
Paul Guillet
Antoine Pécaudy de Contrecœur
François-Antoine Pécaudy de Contrecœur
William Pepperrell
Étienne de Perier
François-Marie Perrot
Nicolas Perrot
Picoté de Belestre
François-Marie Picoté
Pierre Pouchot
Gilles Pinel
Nicolas Pinel
Pierre Pinel
François Picquet (prêtre sulpicien)
Théodore Bochart du Plessis
Armand Jean du Plessis de Richelieu
Jean Baptiste Pointe du Sable
Pontiac
Pierre-Philippe Potier
François Poulin de Francheville
François-Louis de Pourroy de Lauberivière
Jean de Poutrincourt
Pierre de Puiseaux

## Q
Jean de Quen

## R
Pierre-Esprit Radisson
Paul Ragueneau
Claude de Ramezay
Jean-Baptiste Nicolas Roch de Ramezay
Antoine-Denis Raudot
Jacques Raudot
Daniel de Rémy de Courcelles
Jean Ribault
Philippe de Rigaud de Vaudreuil
Louis Robert (intendant)
Pierre Robineau de Bécancour
Roderick MacKenzie
Marie Rollet
Jacques Ruël

## S
Augustin de Saffray de Mézy
Gabriel Sagard
Marie-Catherine de Saint-Augustin
Gilbert-Antoine de Saint Maxent
Anastasie de Saint-Castin
Bernard-Anselme de Saint-Castin
Michel de Saint-Martin
Jean-Baptiste de La Croix de Chevrières de Saint-Vallier
Pierre de Sales Laterrière
Sancousy
Guillaume Léonard de Bellecombe
Sauvolle de La Villantry
Savignon
William Shirley
Gamaliel Smethurst

## T
Jacques-Pierre de Taffanel de La Jonquière
Jean Talon
Kateri Tekakwitha
Charles-Henri-Louis d'Arsac de Ternay
Dominique-Antoine-René Thaumur de La Source
Louis-Pierre Thury
Alphonse de Tonti
Henri de Tonti
George Townshend
Alexandre de Prouville de Tracy
Pierre Tremblay
Troilus de Mesgouez

## V
Dominique-Marie Varlet
Louis-Philippe de Vaudreuil
Pierre de Rigaud de Vaudreuil
Étienne-Martin de Vaugine de Nuisement
Étienne de Veniard, sieur de Bourgmont
Madeleine de Verchères
Nicolas Viel
Nicolas Vignau
François Coulon de Villiers
Joseph Coulon de Villiers
Louis Coulon de Villiers
Claude-Sébastien de Villieu
François-Marie Bissot de Vincennes
Jean-Baptiste Bissot de Vincennes
Pierre de Voyer d'Argenson

## W
Peter Warren
George Washington
James Wolfe

## Y
Marguerite d'Youville